# 泰阿泰德
泰阿泰德（希臘語：Θεαίτητος，約前417年—前369年，生於雅典），希臘數學家，主要研究無理數（收錄於歐幾里得的《幾何原本》）和證明凸正多面體僅有五種。他曾與希臘哲學家蘇格拉底討論甚麼是知識，蘇格拉底的學生柏拉圖的著作《泰阿泰德篇》就是以他命名。
月球上的隕石坑泰阿泰德以他命名。